# Bustul lui Mihail Orlov din Chișinău
Bustul lui Mihail Orlov este un monument de for public din orașul Chișinău. Este amplasat în scuarul format dintre străzile Bogdan Petriceicu-Hașdeu și Petru Rareș și datează din 1975.

## Istoric
Sculptura de bronz a fost turnată în 1975, la aniversarea a 150 de ani de la revolta decembriștilor. Sculptorul monumentului a fost Iuri Kanașin, iar arhitectul – F. Naumov. Mihail Orlov a fost un decembrist⁠(d), membru activ al lojii masonice „Ovidiu-25”, care a activat în casa lui Mihalache Cațica de lângă scuar.
Până în 2018, bustul era clasificat drept monument de artă și istoric de însemnătate națională în cadrul Registrului monumentelor ocrotite de stat din Republica Moldova. Registrul monumentelor de for public, în care se află acum, a fost creat în același an.